# Psi de Capricorn
Psi de Capricorn (ψ Capricorni) és un estel a la Constel·lació de Capricorn de magnitud aparent +4,14. Ocasionalment rep el nom de Pazan o Pazhan, procedent del persa پاژن, el significat del qual és «cabra montesa salvatge». A la Xina era coneguda com a Yue, un destral de guerra.
Situada a 47,8 anys llum del sistema solar, Psi de Capricorn és una estrella de la seqüència principal de tipus espectral F5V, que com el Sol, obté la seva energia de la fusió nuclear de l'hidrogen. Amb una temperatura superficial de 6.577 K, és uns 800 K més calenta que el Sol. Les seves característiques físiques són molt similars a les de les components de Diadem (α Comae Berenices) o a les de θ Sculptoris. Té una lluminositat 4 vegades major que la del Sol, sent el seu radi un 50% major que el radi solar. La seva velocitat de rotació és d'almenys 41 km/s, considerablement major que la del Sol, d'aproximadament 2 km/s. Té una metal·licitat lleugerament inferior a la solar ([Fe/H] = -0,03). La seva massa és un 33% major que la massa solar, estimant-se la seva edat en uns 1.400 milions d'anys.
Aquestes característiques i la seva relativa proximitat a la Terra han fet que Psi de Capricorn figure entre els objectius del Terrestrial Planet Finder (TPF) per a la cerca de planetes terrestres que puguen albergar vida.